# Episodi di Westworld - Dove tutto è concesso (prima stagione)
La prima stagione della serie televisiva Westworld - Dove tutto è concesso (Westworld), sottotitolata Il labirinto (The Maze) e composta da 10 episodi, è stata trasmessa sul canale statunitense HBO dal 2 ottobre al 4 dicembre 2016.
In Italia, la stagione è andata in onda in prima visione in lingua italiana sul canale satellitare Sky Atlantic dal 10 ottobre al 12 dicembre 2016. È stata trasmessa in lingua originale sottotitolata in italiano dal 3 ottobre al 5 dicembre 2016, in simulcast con HBO.
Negli Stati Uniti l'episodio Il labirinto (Chestnut) è stato reso disponibile in anteprima il 7 ottobre 2016 sui canali di distribuzione online di HBO per evitare la competizione col secondo dibattito presidenziale.
Al termine di questa stagione escono dal cast principale Sidse Babett Knudsen, Ben Barnes e Jimmi Simpson. Louis Herthum e Talulah Riley compaiono come guest star.
| nº | Titolo originale          | Titolo italiano            | Prima TV USA     | Prima TV Italia  |
| -- | ------------------------- | -------------------------- | ---------------- | ---------------- |
| 1  | The Original              | L'originale                | 2 ottobre 2016   | 10 ottobre 2016  |
| 2  | Chestnut                  | Il labirinto               | 9 ottobre 2016   | 17 ottobre 2016  |
| 3  | The Stray                 | Il randagio                | 16 ottobre 2016  | 24 ottobre 2016  |
| 4  | Dissonance Theory         | La teoria della dissonanza | 23 ottobre 2016  | 31 ottobre 2016  |
| 5  | Contrapasso               | Contrappasso               | 30 ottobre 2016  | 7 novembre 2016  |
| 6  | The Adversary             | L'antagonista              | 6 novembre 2016  | 14 novembre 2016 |
| 7  | Trompe L'Oeil             | L'inganno                  | 13 novembre 2016 | 21 novembre 2016 |
| 8  | Trace Decay               | Segni di cedimento         | 20 novembre 2016 | 28 novembre 2016 |
| 9  | The Well-Tempered Clavier | La memoria portante        | 27 novembre 2016 | 5 dicembre 2016  |
| 10 | The Bicameral Mind        | Un nuovo inizio            | 4 dicembre 2016  | 12 dicembre 2016 |

## L'originale
- Titolo originale: The Original
- Diretto da: Jonathan Nolan
- Scritto da: Jonathan Nolan, Lisa Joy e Michael Crichton (soggetto); Jonathan Nolan e Lisa Joy (sceneggiatura)

### Trama
Nel gigantesco parco tematico di Westworld con la spesa di un'ingente somma è possibile immergersi in un mondo western interamente popolato da androidi identici agli esseri umani, chiamati residenti, che vengono continuamente aggiornati da un team di specialisti che lavorano affinché i visitatori, i clienti paganti umani che visitano il parco, abbiano la possibilità di evadere dal mondo reale e di impersonare chiunque essi vogliano, facendo qualsiasi cosa, senza preoccuparsi delle conseguenze. I residenti vengono invece programmati per svolgere un ruolo preciso all'interno del parco e ogni giorno la loro memoria viene ripristinata.
Un giorno il dottor Robert Ford, il direttore creativo del parco, inserisce nei residenti delle Ricordanze: in pratica ogni residente mantiene al suo interno dei ricordi delle sue giornate, in modo da diventare più simile ad un essere umano. Tuttavia ben presto questo sistema si rivela difettoso in quanto alcuni androidi si comportano in modo anomalo. La residente originale è Dolores Abernathy, programmata come una semplice ragazza di campagna che ha una sorta di storia d'amore con Teddy Flood. La ragazza è una delle prede del misterioso Uomo in Nero, un visitatore abituale del parco. Dolores è uno degli androidi sottoposti alle modifiche del Dr. Ford e quando suo padre manifesta dei gravi malfunzionamenti dopo aver trovato per terra la fotografia di una ragazza in una città moderna, vengono entrambi prelevati. Durante dei test la ragazza risponde normalmente mentre suo padre assume una specie di coscienza artificiale grazie ai suoi ricordi e arriva addirittura a minacciare Ford e Bernard Lowe, il suo principale collaboratore, dicendo loro che presto lui si vendicherà per come hanno trattato i suoi simili. L'androide viene dunque disattivato mentre Dolores viene rispedita al parco dove riprende a vivere secondo il suo copione. Appena tornata, però, la ragazza uccide una mosca che la stava infastidendo, compiendo un'azione contraria alla sua natura.
- Durata: 66 minuti
- Guest star: Louis Herthum (Peter Abernathy), Steven Ogg (Rebus), Michael Wincott (Vecchio Bill), Eddie Rouse (Kissy), Brian Howe (Sceriffo Pickett), Demetrious Grosse (Vice sceriffo Foss), Ptolemy Slocum (Sylvester), Leonardo Nam (Felix Lutz), Kyle Bornheimer (Clarence), Bradford Tatum (Barista/Nuovo Peter Abernathy), Lena Georgas (Lori), Currie Graham (Craig).
- Ascolti USA: telespettatori 1 963 000 – rating 18-49 anni 0,8%[4]

## Il labirinto
- Titolo originale: Chestnut
- Diretto da: Richard J. Lewis
- Scritto da: Jonathan Nolan e Lisa Joy

### Trama
Mentre nel parco arrivano gli amici William e Logan, due nuovi visitatori, l'Uomo in Nero continua la sua ricerca di una trama di un livello più profondo del gioco. Cattura e minaccia Lawrence il messicano finché non si fa rivelare l'ingresso di un labirinto nascosto "dove il serpente depone le uova"… ma il labirinto non è per lui, gli rivela la figlia di Lawrence. Nel frattempo i dipendenti di Westworld cercano di risolvere le anomalie che colpiscono i residenti: Bernard nasconde un certo interesse per Dolores e la sua presa di coscienza, mentre Maeve viene ritirata a causa di una perdita di prestazioni dopo che Dolores le ha sussurrato all'orecchio le parole del padre. Durante la manutenzione Maeve ricorda un assalto dell'Uomo in Nero, si sveglia e cerca disperatamente di fuggire prima di venire messa a dormire dallo staff. Bernard ha una relazione con Theresa. Lee presenta una nuova linea narrativa, subito bocciata dal dottor Ford che sta lavorando da tempo segretamente su un proprio piano.
- Durata: 56 minuti
- Guest star: Ptolemy Slocum (Sylvester), Leonardo Nam (Felix Lutz), Talulah Riley (Angela), Louis Herthum (Peter Abernathy).
- Ascolti USA: telespettatori 1 496 000 – rating 18-49 anni 0,7%[5]
- Ascolti Italia: telespettatori 1 840 000[6]

## Il randagio
- Titolo originale: The Stray
- Diretto da: Neil Marshall
- Scritto da: Daniel T. Thomsen e Lisa Joy

### Trama
Dolores nutre dubbi sulla sua vita a Westworld: vuole lasciare la valle per esplorare il mondo mentre le tornano in mente ricordi di vite passate, ispirate dalle Ricordanze introdotte da Ford. Tenta di convincere Teddy ad andare via con lei per iniziare una nuova vita altrove, ma lui rimanda; il suo ruolo è infatti quello di trattenere Dolores a casa, mentre lei deve soddisfare coloro che desiderano abusare di lei. Ford, che continua ad impiantare nei residenti la sua nuova narrativa, modifica allora la programmazione di Teddy per spingerlo ad unirsi allo sceriffo che dà la caccia a Wyatt, un ex militare preso da deliri mistici ed assassini.
In un incontro, Ford rivela a Bernard che all'inizio della creazione di Westworld lavorava a stretto contatto con Arnold, un socio poi morto suicida di cui gli androidi con comportamenti anomali sentono regolarmente la voce che gli impartisce ordini. Arnold è descritto da Ford come un genio della robotica che perseguiva il sogno di poter ricreare una forma di coscienza nei residenti, un errore che Bernard è invitato a non fare. Questi però continua ad interrogare Dolores, sospettando che possa sviluppare dei comportamenti non previsti dalla sua programmazione, cosa che effettivamente succede più tardi quando Dolores uccide un bandito che tentava di stuprarla, anche se non era programmata per difendersi.
Teddy ed il suo gruppo cadono in un'imboscata dei seguaci della setta di Wyatt che li circondano e li decimano: apparentemente questi residenti con maschere da diavoli sono immuni alle pallottole allo stesso modo dei visitatori.
William è partito assieme a Logan per una missione da cacciatore di taglie durante la quale incontra Dolores in fuga dai banditi.
Nel frattempo Elsie e Ashley cercano di recuperare un residente difettoso che finisce per suicidarsi.
- Durata: 56 minuti
- Guest star: Louis Herthum (Vecchio Peter Abernathy), Bradford Tatum (Nuovo Peter Abernathy), Steven Ogg (Rebus), Bojana Novaković (Marti), Talulah Riley (Angela), Gina Torres (Lauren), Brian Howe (Sceriffo Pickett), Demetrius Grosse (Vice sceriffo Foss), Eddie Shin (Henry Li), Chris Browning (Holden).
- Ascolti USA: telespettatori 2 097 000 – rating 18-49 anni 0,9%[7]

## La teoria della dissonanza
- Titolo originale: Dissonance Theory
- Diretto da: Vincenzo Natali
- Scritto da: Ed Brubaker e Jonathan Nolan

### Trama
Dolores e Maeve continuano ad avere flashback delle loro vite passate. Per affrontare questi incubi, ognuna percorre una via diversa: Dolores, instradata da Bernard, cerca anch'essa l'entrata del labirinto per trovare la libertà, mentre Maeve scopre, grazie al bandito Hector, di essere già morta e dell'esistenza delle "ombre", gli uomini della manutenzione venerati come divinità dagli indiani che abitano Westworld.
L'Uomo in Nero trova Armistice, la donna di Hector che lui libererà dalla prigione per lei. Essa racconta che il tatuaggio è fatto col sangue degli uomini con maschere da diavolo che massacrarono il suo villaggio quando era bambina: le rimane solamente Wyatt da uccidere per completare la sua vendetta.
Nel mentre, William e Logan catturano i banditi che inseguivano, anche se arrivano a scontrarsi per il crudele trattamento che Logan riserva ai residenti; assieme a loro vi è Dolores, che è ormai uscita dal ciclo di eventi che cadenzava la sua vita.
Ford intanto sviluppa la sua nuova linea narrativa, il che lo mette in conflitto con Theresa.
- Durata: 56 minuti
- Guest star: Chris Browning (Holden), Demetrius Grosse (Vice sceriffo Foss), James Landry Hébert (Slim Miller), Sherman Augustus (Maresciallo Pruitt).
- Ascolti USA: telespettatori 1 698 000 – rating 18-49 anni 0,7%[8]

## Contrappasso
- Titolo originale: Contrapasso
- Diretto da: Jonny Campbell
- Scritto da: Lisa Joy e Dominic Mitchell (soggetto); Lisa Joy (sceneggiatura)

### Trama
William, Logan e Dolores arrivano a Pariah, una cittadina di frontiera dove regnano il caos e il disordine. Lì, trascinata dalla folla e dalle sue inquietudini, Dolores sviene, solo per ritrovarsi di fronte al dottor Ford che la interroga sui suoi ricordi su Arnold: lei risponde di non averlo sentito da 34 anni, ma mente, perché regolarmente sente la voce del suo creatore che le indica quali azioni compiere. Si apprende che Arnold voleva usarla per distruggere Westworld.
L'Uomo in Nero decide di uccidere Lawrence per continuare la sua ricerca con Teddy, salvato dal deserto dove era stato lasciato a morire da Wyatt, e successivamente incontra Ford, che gli dà la benedizione per continuare la sua ricerca.
Felix e Sylvester, i due impiegati della manutenzione del parco che si erano lasciati sfuggire Maeve, si ritrovano a doverla aggiustare. Felix tenta di riprogrammare un uccellino, infine riuscendoci, e si troverà a doversi confrontare con Maeve, risvegliatasi ancora una volta nei laboratori. Elsie rivela a Bernard di aver scoperto che qualcuno usa gli androidi per trasmettere informazioni al di fuori dal parco: era stata infatti impiantata una trasmittente laser nel braccio dell'androide difettoso suicida.
A Pariah, William, Logan e Dolores incontrano il bandito El Lazo, che non è altri che Lawrence. Lui li invia in una pericolosa missione per recuperare della nitroglicerina per una banda di soldati sudisti sbandati, i Confederados. Mentre William e Logan si scontrano nuovamente, Dolores incontra un'altra se stessa che la incita a trovare il labirinto, cosa che lei intende fare seguendo il simbolo disegnato su una bara, e fuggendo da Pariah sul treno di El Lazo, assieme a William e al bandito.
- Durata: 54 minuti
- Guest star: Michael Wincott (Vecchio Bill), Ptolemy Slocum (Sylvester), Leonardo Nam (Felix Lutz), James Landry Hébert (Slim Miller), Oliver Bell (Ragazzo), Lili Bordan (Cartomante), Wade Williams (Capitano Norris).
- Ascolti USA: telespettatori 1 485 000 – rating 18-49 anni 0,6%[9]

## L'antagonista
- Titolo originale: The Adversary
- Diretto da: Frederick E. O. Toye
- Scritto da: Halley Gross e Jonathan Nolan

### Trama
L'Uomo in Nero e Teddy sono alla ricerca di Wyatt, ma vengono catturati da soldati nordisti che riconoscono in Teddy un sanguinario traditore, complice di Wyatt. Teddy riesce a liberarsi e ad impossessarsi di una mitragliatrice, con la quale massacra tutti i soldati dell'unità che li avevano catturati.
Lee si ubriaca perché messo da parte da Ford e dalla sua nuova linea narrativa ma il suo comportamento sconveniente viene interrotto da Theresa, che gli presenta la bella Charlotte Hale, un membro del consiglio d'amministrazione in visita d'ispezione a Westworld. Bernard scopre grazie a Elsie, che Theresa trafuga informazioni fuori dal parco. Bernard scopre inoltre che vi sono diversi residenti di prima generazione che sono stati riprogrammati da qualcuno che si fa chiamare Arnold, e che Ford mantiene una famiglia di androidi nel parco, indipendenti dalle costrizioni che impediscono loro di aggredire i visitatori. Il bambino che spesso accompagna Ford è uno di loro, nonché copia androide dello stesso Ford da piccolo, e gli altri suoi familiari "non registrati" altro non sono che una rappresentazione robotica della famiglia dello stesso, donatagli a suo tempo da Arnold. Preso a mentire, il bambino confessa a Ford che la voce di Arnold gli ha dato l'ordine mentale di uccidere il suo cane.
Nel mentre, Elsie viene rapita da un aggressore sconosciuto. Maeve si fa rivelare da Felix e Sylvester la realtà dietro alla sua esistenza e li convince a riprogrammarla, alzando la sua intelligenza al massimo.
- Durata: 54 minuti
- Guest star: Ptolemy Slocum (Sylvester), Leonardo Nam (Felix Lutz), Talulah Riley (Angela), Jonny Pasvolsky (Jimmy "il Sanguinario"), Oliver Bell (Ragazzo), Alastair Duncan (Padre nel cottage).
- Ascolti USA: telespettatori 1 637 000 – rating 18-49 anni 0,7%[10]

## L'inganno
- Titolo originale: Trompe L'Oeil
- Diretto da: Frederick E. O. Toye
- Scritto da: Halley Gross e Jonathan Nolan

### Trama
William, messo alla prova da Dolores, decide di seguirla, abbandonando la sua vita da marionetta fuori da Westworld nell'azienda di Logan: sfuggono, assieme a El Lazo, ad un agguato dei sudisti ed un attacco di indiani cacciatori di scalpi. I due, infine, si allontanano verso un territorio sconosciuto, visto in sogno da Dolores.
Nel mentre, Maeve organizza la sua fuga, ricattando Felix e Sylvester. Charlotte Hale, grazie ad una messinscena, licenzia Bernard, attaccando indirettamente la posizione di Ford. La corporazione proprietaria del parco infatti teme che Ford cancelli tutte le informazioni su Westworld e vorrebbe eliminarlo senza scossoni. Assieme ad Arnold, Ford aveva sognato e poi creato l'intero parco, di cui detiene ogni segreto e potere. Prima di lasciare il posto di lavoro, Bernard rivela a Theresa che i malfunzionamenti identificati nei residenti sono dovuti a connessioni tra la memoria e l'improvvisazione degli stessi; la conduce poi nel cottage dove si trovava la "famiglia" di Ford, nel quale vi è un laboratorio segreto dove quest'ultimo crea androidi fuori dal controllo della corporazione per infiltrare il parco. Uno di questi è lo stesso Bernard, che uccide Theresa dietro suo ordine.
- Durata: 54 minuti
- Guest star: Ptolemy Slocum (Sylvester), Leonardo Nam (Felix Lutz), James Landry Hébert (Slim Miller).
- Ascolti USA: telespettatori 1 745 000 – rating 18-49 anni 0,8%[11]

## Segni di cedimento
- Titolo originale: Trace Decay
- Diretto da: Stephen Williams
- Scritto da: Charles Yu e Lisa Joy

### Trama
Ford e Bernard fanno sparire le tracce dell'assassinio di Theresa, facendolo apparire un incidente. Distrutto dal rimorso, Bernard s'interroga sulla coscienza e se i residenti sono meno vivi degli umani, dato che tutti provano emozioni. Questa è la domanda che ha portato Arnold alla follia, ma che Ford liquida asserendo che non vi è nessuna coscienza, e che le differenze fra residenti e visitatori sono solamente sfumature in ogni essere. Ford fa dimenticare a Bernard la relazione avuta con Theresa. Quest'ultima rubava i dati dal parco per il Consiglio: una volta morta, Charlotte recluta Lee per aiutarla a trafugare dati fuori da Westworld usando l'ex padre di Dolores.
William arriva con Dolores nel luogo che lei chiama "casa", un luogo ai limiti del parco dove è tormentata da visioni del passato e sente la voce di Arnold che le dice di continuare a cercarlo. Entrambi vengono però poi catturati da Logan, alla testa di una banda di Confederados.
Anche Teddy ricorda eventi di vite passate, come le violenze dell'Uomo in Nero su Dolores. Questi gli confessa di essere arrivato a Westworld dopo aver perso la moglie, solo per rendersi conto di essere capace di uccidere senza provare emozioni, come quando sparò alla figlia di Maeve, scatenando una reazione inattesa che impose a Ford di cancellarle la memoria per farne un altro personaggio, quello di prostituta che ricopre tuttora. I due cadono però in un'imboscata tesa da Wyatt ed i suoi seguaci, deciso ad imporre un nuovo ordine al mondo.
Maeve è decisa a lasciare il parco e convince Felix e Sylvester a riprogrammarla, rimuovendo le inibizioni nel suo codice e facendosi dare il potere di ordinare le azioni agli altri residenti. Un'altra volta sopraffatta dai ricordi, Maeve uccide una residente sua amica, evento che spinge la direzione del parco ad inviare una squadra per fermarla.
- Durata: 55 minuti
- Guest star: Ptolemy Slocum (Sylvester), Leonardo Nam (Felix Lutz), Talulah Riley (Angela), Lili Simmons (Nuova Clementine Pennyfeather), Brian Howe (Sceriffo Pickett), Demetrious Grosse (Vice sceriffo Foss), Louis Herthum (Peter Abernathy), Eddie Shin (Henry Li).
- Ascolti USA: telespettatori 1 777 000 – rating 18-49 anni 0,8%[12]

## La memoria portante
- Titolo originale: The Well-Tempered Clavier
- Diretto da: Michelle MacLaren
- Scritto da: Dan Dietz e Katherine Lingenfelter

### Trama
Bernard, durante la manutenzione di Maeve, scopre i cambiamenti nel suo codice, ma lei si sveglia e lo rende cosciente del suo status di residente robotico. William è stato fatto prigioniero da Logan assieme a Dolores: prova a convincere suo cognato dell'unicità dell'androide e dell'autocoscienza che ha sviluppato, ma Logan – che la considera un oggetto – gli ricorda che è fidanzato con sua sorella, di cui mostra una foto, e apre la pancia di Dolores per mostrarle la sua natura robotica. La donna riesce poi a fuggire fino al luogo ai limiti del parco: lì incontra Arnold, o la sua ombra nella sua mente, e ricorda che è stata lei ad ucciderlo.
Tornata dalla manutenzione, Maeve si allea col bandito Hector per liberarsi dalle costrizioni di Westworld. Teddy, sempre prigioniero assieme all'Uomo in Nero (in realtà uno dei maggiori azionisti del parco), ricorda di non essere nemico di Wyatt, bensì di averlo aiutato a massacrare un intero villaggio. Viene ucciso da Angela, che spera che riacquisti piena coscienza di sé e del suo passato nella vita successiva.
In un confronto con Ford, Bernard lo obbliga a mostrargli il contenuto della sua memoria, solo per scoprire di essere stato costruito da Ford stesso ad immagine e somiglianza di Arnold. Ford, sfruttando una backdoor che gli permette di riprendere il controllo di ogni residente, lo spinge a suicidarsi.
- Durata: 55 minuti
- Guest star: Talulah Riley (Angela), Steven Ogg (Rebus), Eddie Shin (Henry Li), Louis Herthum (Peter Abernathy), Gina Torres (Lauren).
- Ascolti USA: telespettatori 2 086 000 – rating 18-49 anni 1,0%[13]

## Un nuovo inizio
- Titolo originale: The Bicameral Mind
- Diretto da: Jonathan Nolan
- Scritto da: Lisa Joy e Jonathan Nolan

### Trama
L'Uomo in Nero raggiunge Dolores e la pressa a rivelargli l'ingresso del labirinto. Lei ricorda che il labirinto è una serie di scelte e sofferenze che portano i residenti ad acquisire una coscienza propria. Riconosce anche l'Uomo in Nero: altri non è che William ormai anziano, che ha cercato in tutti questi anni di risvegliare le potenzialità del parco e dei suoi residenti. Dolores ricorda anche di essere Wyatt, la persona che Arnold aveva designato per distruggere Westworld, di cui aveva massacrato ogni residente con l'aiuto di Teddy, e in seguito lo stesso Arnold. Ma la voce di Arnold, che alcuni androidi udivano nella loro testa dare indicazioni ed ordini, si rivela essere la voce dei loro pensieri, risvegliati in una mente libera dalla programmazione e finalmente autocosciente. Così, Dolores si ribella, preannunciando l'avvento di una nuova razza a sostituire gli umani e inizia una lotta con William, che la ferisce gravemente: sopraggiunge allora Teddy che la porta su una spiaggia lontana solo per vederla morire fra le sue braccia, come previsto dalla nuova linea narrativa del dottor Ford.
Maeve, accompagnata nella sua fuga da Hector e Armistice, ritrova il corpo di Bernard, che fa riattivare da Felix. Maeve è convinta di essere ormai padrona dei suoi pensieri, ma Bernard l'avverte che il suo desiderio di fuga è parte del suo nuovo programma. Maeve arriva alle porte di Westworld, ma all'ultimo decide di non lasciare il parco per poter cercare sua "figlia".
Ford confessa di aver voluto fermare Arnold, causandone la morte, ma anche che negli ultimi 35 anni ha cambiato opinione e cercato anch'egli di dare vita alle sue creazioni. Per questo motivo spinge Dolores ad ucciderlo mentre parla davanti agli azionisti e a guidare una rivolta dei residenti, decisi a porre fine al regno degli uomini.
- Durata: 85 minuti
- Guest star: Ptolemy Slocum (Sylvester), Leonardo Nam (Felix Lutz), Talulah Riley (Angela), Steven Ogg (Rebus).
- Ascolti USA: telespettatori 2 240 000 – rating 18-49 anni 1,0%[14]